# سمیت محیطی

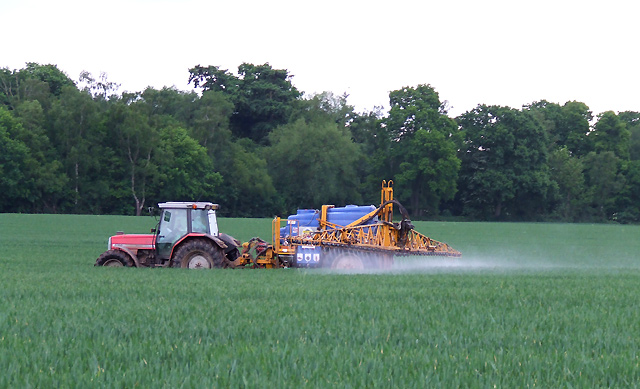
پخش آفت‌کش‌ها

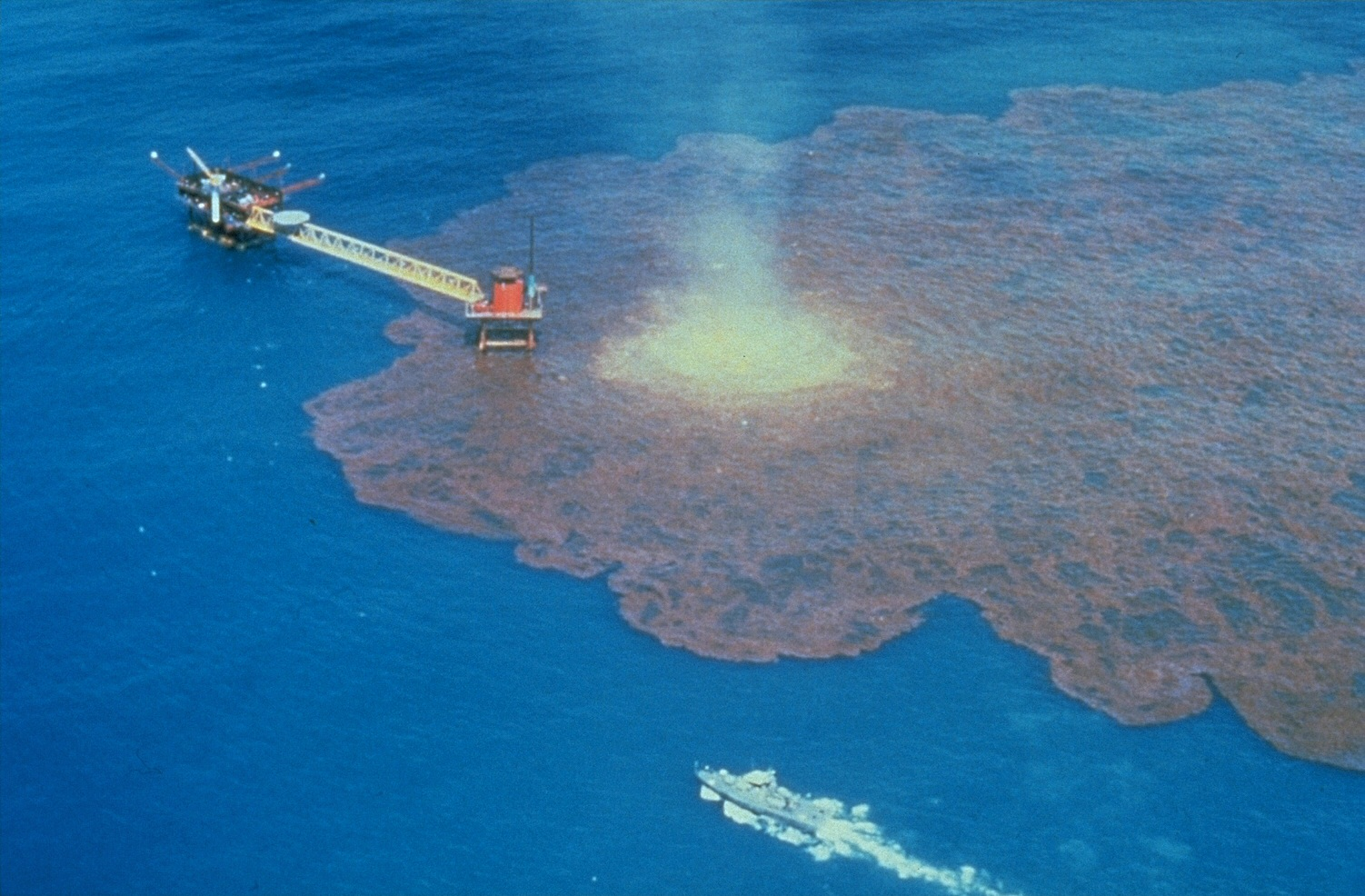
نشت نفت

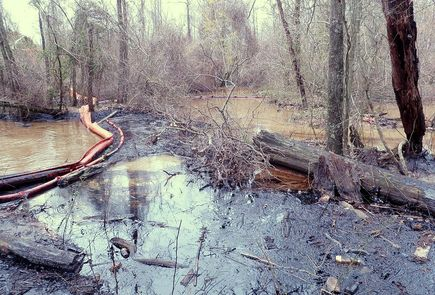
نهر نشت نفت

سمیت محیطی، سمیت بوم‌شناختی یا سمیت زیست‌محیطی (به انگلیسی: Ecotoxicity) موضوع مورد مطالعه در زمینه بوم‌سم‌شناسی (تکواژی از دو واژهٔ بوم‌شناسی و سم‌شناسی)، به عوامل استرس‌زای بیولوژیکی، شیمیایی یا فیزیکی گفته می‌شود که بر اکوسیستم‌ها تأثیر می‌گذارد. چنین عوامل استرس‌زایی می‌توانند در محیط طبیعی در تراکم، غلظت یا سطوح به اندازه کافی بالا رخ دهند که رفتار و برهم‌کنش‌های بیوشیمیایی و فیزیولوژیک طبیعی را مختل کنند. این در نهایت بر همهٔ موجودات زنده‌ای که یک اکوسیستم را تشکیل می‌دهند تأثیر می‌گذارد.
بوم‌سم‌شناسی به عنوان شاخه‌ای از سم‌شناسی تعریف شده است که بر مطالعه اثرات سمی ناشی از آلاینده‌های طبیعی یا مصنوعی تمرکز دارد. این آلاینده‌ها به صورت ذاتی بر جانوران (از جمله انسان)، پوشش گیاهی و میکروب‌ها تأثیر می‌گذارند.

## مسموم‌کننده‌های محیطی رایج
1. دی اتیل فتالات - از طریق صنایع تولید لوازم آرایشی، پلاستیک و دیگر محصولات تجاری وارد محیط زیست می‌شود.
2. بیسفنول A (BPA) - در محصولات تولید انبوه مانند دستگاه‌های پزشکی، بسته‌بندی مواد غذایی، لوازم آرایشی، اسباب‌بازی‌های کودکان، رایانه‌ها، سی‌دی‌ها و غیره یافت می‌شود.
3. داروها - قارچ‌کشی که در شامپوهای ضدشوره یافت می‌شود. رایج‌ترین مثال در این مورد، کلیمبازول است.
4. آفت‌کش‌ها
5. برخی اما نه همه: محصولات پاک‌کننده، شوینده‌های لباسشویی، نرم‌کننده‌های پارچه، پاک‌کننده‌های اجاق گاز و ضدعفونی‌کننده‌ها.
6. فسفات‌ها
7. روغن